# Enigma (album Ill Niño)
Enigma – album amerykańskiego zespołu muzycznego Ill Niño. Wydawnictwo ukazało się 11 stycznia 2008 roku nakładem wytwórni muzycznej Cement Shoes Records.
Nagrania były promowane teledyskiem do utworu "Alibi Of Tyrants".

## Lista utworów
Opracowano na podstawie materiału źródłowego.
1. "The Alibi Of Tyrants" (sł. Cristian Machado, muz. Ill Niño) – 3:51
2. "Pieces Of The Sun" (sł. Cristian Machado, muz. Ill Niño) – 4:17
3. "Finger Painting (With The Enemy)" (sł. Cristian Machado, muz. Ill Niño) – 4:06
4. "March Against Me`" (sł. Cristian Machado, muz. Ill Niño) – 3:30
5. "Compulsion Of Virus And Fever" (sł. Cristian Machado, muz. Ill Niño) – 4:24
6. "Formal Obsession" (sł. Cristian Machado, muz. Ill Niño) – 4:17
7. "Hot Summer's Tragedy" (sł. Cristian Machado, muz. Ill Niño) – 5:10
8. "Me Gusta La Soledad" (sł. Cristian Machado, muz. Ill Niño) – 4:33
9. "2012" (sł. Cristian Machado, muz. Ill Niño) – 4:27
10. "Guerrilla Carnival" (sł. Cristian Machado, muz. Ill Niño) – 3:45
11. "Estoy Perdido" (sł. Cristian Machado, muz. Ill Niño) – 3:35
12. "Kellogg's, Bombs & Cracker Jacks" (sł. Cristian Machado, muz. Ill Niño) – 4:03
13. "De Sangre Hermosa" (sł. Cristian Machado, muz. Ill Niño) – 3:59

## Listy sprzedaży
| Lista                        | Kraj              | Pozycja |
| ---------------------------- | ----------------- | ------- |
| Billboard 200                | Stany Zjednoczone | 145     |
| Billboard Independent Albums | Stany Zjednoczone | 19      |
| Billboard Hard Rock Albums   | Stany Zjednoczone | 21      |